# Bythiospeum bourguignati
Bythiospeum bourguignati es una especie de molusco gasterópodo de la familia Hydrobiidae en el orden de los Mesogastropoda.

## Distribución geográfica
Es  endémica de Francia. 